# Bleistraße 1 (Stralsund)

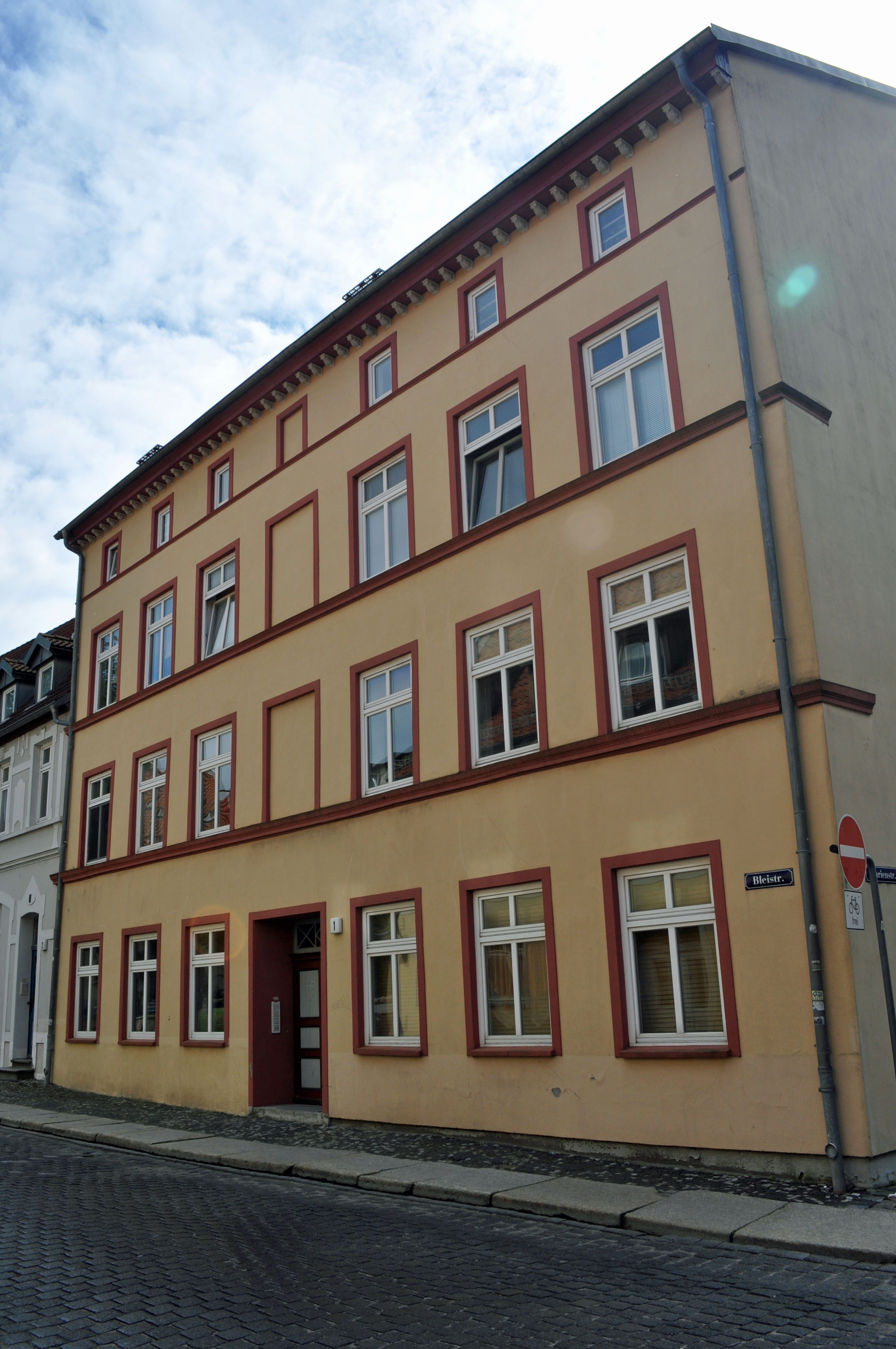
Das Haus Bleistraße 1 in Stralsund (2012)

Das Haus mit der postalischen Adresse Bleistraße 1 ist ein denkmalgeschütztes Gebäude in der Hansestadt Stralsund in der Bleistraße.
Im Jahr 1772 als zweigeschossiges Haus errichtet, wurde das siebenachsige Haus im Jahr 1878 um eineinhalb Geschosse erhöht. Der traufständige Putzbau weist eine schlichte Fassade auf, Gesimse trennen die Geschosse optisch. Die Haustür befindet sich in der Mittelachse.
Das Gebäude wurde zeitweilig als Hotel mit dem Namen „Rostocker Hof“ betrieben. Es wurde im Jahr 1996 saniert und wird als Wohnhaus genutzt.
Das Haus liegt im Kerngebiet des von der UNESCO als Weltkulturerbe anerkannten Stadtgebietes des Kulturgutes „Historische Altstädte Stralsund und Wismar“. In die Liste der Baudenkmale in Stralsund ist es mit der Nummer 103 eingetragen.